# Seznam kitajskih lokostrelcev
Seznam kitajskih lokostrelcev.

## C
- Vang Čengpang

## H
- Vu Huidžu

## L
- Čen Lidžu
- Li Lingjuan

## M
- Lju Minghuang

## S
- Lin Sang
- Juan Šuči

## Y
- He Jing
- Čen Sdzujuan